# Cicerone Manolache
Cicerone « Cici » Manolache, né le 16 mai 1936 à Păunești, est un footballeur international roumain, qui évoluait au poste d'attaquant, avant de devenir ensuite entraîneur.

## Palmarès

### Entraîneur
CARA Brazzaville
- Champion du Congo en 1973
- Vainqueur  de la Ligue des Champions africaine en 1974[1]

### Sélectionneur
Congo
- Finaliste de la Coupe d'Afrique centrale en 1976